# Kang il Conquistatore
Kang il Conquistatore (in inglese Kang the Conqueror), il cui vero nome è Nathaniel Richards, è un personaggio dei fumetti statunitensi pubblicati da Marvel Comics. Creato da Stan Lee e Jack Kirby nel 1964, è un supercriminale che interagisce prevalentemente con i Vendicatori, sebbene abbia molti legami con i Fantastici Quattro.
Proveniente dal XXX secolo, la sua peculiarità è per l'appunto quella di poter viaggiare nel tempo. Proprio durante uno di questi viaggi è entrato in contatto con i Vendicatori, di cui periodicamente torna a incrociare la strada.

## Biografia del personaggio
Nathaniel Richards, l'uomo che sarebbe diventato Kang, è nato sulla Terra di un XXX secolo alternativo rispetto a quella in cui vivono ed operano altri superesseri, come gli Avengers. La Terra è stata trasformata in un paradiso con una società evolutissima dal punto di vista tecnologico grazie a Nathaniel Richards padre di Reed (Mister Fantastic dei Fantastici Quattro). Nathaniel dopo essersi recato dal XIX secolo nel futuro, ebbe un figlio da una donna di quell'era che prenderà il suo nome, ne consegue che Nathaniel/Kang e Reed Richards sono fratellastri.
Il giovane Nathaniel, erudito studioso, era insoddisfatto di questo mondo pacifico. Studia la storia delle guerre nella sua brama di dominazione di un'era più selvaggia. La sua lunga degenza ospedaliera, dovuta alle gravi ferite riportate da dei bulli (e la conseguente quasi totale rovina finanziaria della sua famiglia), molto probabilmente accentuò questi impulsi. Scoprì la tecnologia per viaggiare nel tempo che aveva inventato uno dei suoi antenati (che poteva essere suo padre Nathaniel Richards o il Dottor Destino).
Ispirandosi al Dottor Destino, si costruì un'armatura, o per meglio dire, un arsenale ambulante. Fece molti viaggi nella storia, modificandola, diventando il faraone Rama-Tut nonché creando varie copie temporali di sé stesso.
Una di queste copie di Kang decise di combattere gli eroi del XX secolo come una sfida degna di essere fatta, man mano che i Vendicatori lo sconfiggevano si sentiva sempre più adirato. Nel corso di questi viaggi, assunse brevemente anche altre identità, tra cui quella del Centurione Scarlatto. Cercando di tornare al suo tempo, si "scontrò" con un altro crononauta (sembra proprio il Dottor Destino). Di conseguenza, si ritrovò mille anni avanti rispetto alla sua era, nel XL secolo. Vi trovò un mondo imbarbarito e dimentico di larga parte del progresso scientifico-tecnologico. Gli fu relativamente facile diventarne il signore, ma continuò a meditare la vendetta contro gli eroi del XXI secolo.
Ultimamente Kang rivelò ad una giovane versione di sé stesso il proprio futuro, ma questa, spaventata, tornò nell'epoca dei Vendicatori per cercare aiuto nell'intento di sconfiggere Kang. Questa versione formò i Giovani Vendicatori, il giovane Kang (che aveva assunto l'identità di Iron Lad) uccise la sua versione più vecchia creando un paradosso temporale.
Ma alla fine ritornò al suo futuro portando con sé l'armatura di Kang con dentro il sistema operativo del defunto Visione: questa armatura diventerà Visione II. Una di queste versioni di Kang, giunto all'età di settanta anni e prendendo atto che tutti i suoi sforzi non erano riusciti a renderlo felice (e, men che meno, a far resuscitare la sua amata Ravonna) decide di tornare nell'Egitto pre-dinastico e riprendere il ruolo del faraone Rama-Tut. Lo governa saggiamente per decenni. Si costruisce una piramide, a guardia della quale pone dei vampiri e si sta preparando alla morte, quando decide di tornare nel XXI secolo, per aiutare i Vendicatori in un'ennesima lotta contro sé stesso, nelle vesti di Kang. La versione sconfitta di Kang decise di rastrellare tutti gli universi possibili, per eliminare tutte le copie di sé stesso, onde impedire che una di esse diventi mai il faraone Rama-Tut che lo ha sconfitto. Non si rese conto che, così facendo, non faceva altro che creare nuovi universi alternativi. Il faraone Rama-Tut decise di lasciare questa dimensione, diventando il re del Limbo Immortus. In tali vesti, celebrò le nozze tra Visione e Wanda Maximoff (più conosciuta come Scarlet) e tra lo Spadaccino (Jacques Duquesne) e Mantìs. Invecchiando nel limbo vide il tempo scorrere al contrario fino ad arrivare al Big Bang, in cui venne ucciso dall'esplosione. Il Dottor Destino durante uno dei suoi viaggi nel tempo ne rinvenne il cadavere scheletrificato e lo riportò nella sua epoca di origine, il XXX secolo. Lì insieme ad un redivivo Nathaniel Richards ne celebrò il funerale.

## Carattere
Lo studio della storia della guerra dimostra una notevole propensione di Kang alla battaglia e alla conquista (da cui il suo soprannome) e anche un contorto senso dell'onore. Sì è dimostrato molto affettuoso verso il figlio Scarlet Centurion ma gli ha impartito un'educazione ferrea attraverso molte punizioni. In un incontro con Thanos Kang ha dichiarato di nutrire molto rispetto per il titano nonostante fossero nemici in quell'occasione.

## Poteri e abilità
Kang è uno studioso esperto di storia e fisica (specializzato in viaggi nel tempo). Utilizzando le tecnologie del 40º secolo, ha imparato a combattere abilmente e a sviluppare tattiche complesse, e conosce più di chiunque altro i principi del viaggio nel tempo. Nonostante non possieda dei veri superpoteri, Kang indossa armature da battaglia altamente avanzate che gli consentono parecchi vantaggi. Oltre ad aumentare le sue abilità fisiche a livelli sovrumani, sono in grado di creare ologrammi e campi di forza, hanno al loro interno una fornitura di 30 giorni di aria e di cibo, e gli conferiscono la capacità di controllare altre forme di tecnologia. Attraverso la sua "Nave del tempo", Kang ha accesso alla tecnologia di qualsiasi secolo, e una volta ha sostenuto che la sua nave da sola potrebbe distruggere la Luna. Egli è anche molto più resistente alle radiazioni rispetto all'uomo del presente, oltre ad invecchiare molto lentamente.
Nei panni di Rama-Tut, ha usato una pistola a raggi "ultra-diode", in grado di sottomettere alla sua volontà gli esseri umani e, ad alta frequenza, in grado di indebolire gli esseri sovrumani e impedire l'uso dei loro poteri. Essi possono essere liberati dai suoi effetti se si spara contro di loro una seconda volta.

## Altre versioni
- Nell'universo Ultimate, a seguito dell'evento Ultimatum, Reed Richards assume l'identità del Creatore, che ha numerosi punti in comune con Kang. Inoltre, in questa realtà, il secondo nome di Richards è Nathaniel, proprio come il Conquistatore.
- Sempre nell'universo Ultimate, appare il personaggio di Kang la Conquistatrice, una viaggiatrice temporale che crea il gruppo degli Ultimates Oscuri (composto da lei, Reed Richards, Hulk e Quicksilver) per trovare il Guanto dell'Infinito. In seguito, si scopre che Kang è, in realtà, una versione futuristica di Sue Storm.
- Iron Lad è una versione adolescente di Kang il Conquistatore proveniente dal futuro, armato di una tuta in bio-metallo che risponde ai comandi mentali. È stato membro dei Giovani Vendicatori. Dopo aver ucciso Kang decide di ritornare nel futuro per prenderne il posto e ristabilire l'equilibrio spazio-tempo. La sua armatura, lasciata nel presente, e fusa con il sistema operativo dell'originale Visione, darà vita a Visione II.

## Altri media

### Marvel Cinematic Universe

Colui che rimane, interpretato da Jonathan Majors nella serie televisiva Loki, ha tra le sue innumerevoli varianti anche Kang il Conquistatore.

Kang appare all'interno del Marvel Cinematic Universe (MCU) in cui riveste il ruolo di uno dei due antagonisti secondari della "Saga del multiverso", interpretato da Jonathan Majors.
- Jonathan Majors interpreta Colui che rimane, e appare come antagonista principale nella serie televisiva Loki. Il personaggio rivela di essere il creatore della TVA, organizzazione fondata col fine di mantenere la pace nel multiverso. Sebbene Colui che rimane nei fumetti non abbia legami con Kang il Conquistatore, nel MCU esso ne è una variante.
- Kang il Conquistatore debutta ufficialmente come antagonista principale nel film Ant-Man and the Wasp: Quantumania (2023).

### Televisione
- Sotto le mentite spoglie del faraone Rama-Tut, Kang compare nella serie animata I Fantastici Quattro, nell'episodio 18, "Rama-Tut", doppiato in lingua originale da Mike Road.
- Sotto le mentite spoglie di Immortus, invece, compare nella serie animata Insuperabili X-Men, nell'episodio in quattro parti 4x53, 4x54, 4x55 e 4x56 ("Al di là del bene e del male").
- Kang compare nella serie animata I Vendicatori, nell'episodio 3, "Il prigioniero dell'obelisco" (nella versione inglese è intitolato "Kang"), doppiato in lingua originale da Ken Kramer.
- Il personaggio compare in un cameo nella terza stagione della serie animata X-Men: Evolution, come parte delle origini del malvagio Apocalisse.
- Appare anche nella serie animata Avengers - I più potenti eroi della Terra, negli episodi 4, 16, 17, 18, 30 e 49 ("Capitan America", "L'uomo che ruba il domani", "La conquista della terra", "La dinastia Kang", "L'impero dei Kree" e "I Nuovi Avengers"), doppiato in lingua originale da Jonathan Adams: il perfido Kang viaggia indietro nel tempo perché la sua era viene cancellata dall'esistenza, quando si rende conto che Capitan America è legato a un evento che provocherà la distruzione della Terra. Così tenta di conquistare il presente, sperando di salvare il pianeta, ma viene catturato dai Vendicatori e imprigionato.
- Il personaggio compare anche nella serie animata Avengers Assemble.
- Kang il Conquistatore compare come antagonista principale nella prima stagione dell'anime Future Avengers.

### Videogiochi
- Figura come boss nel videogioco di Facebook Marvel: Avengers Alliance, dove può anche essere sbloccato come personaggio giocabile.
- Kang appare nel videogioco per smartphone Marvel: Sfida dei campioni, sia come personaggio giocabile che come boss alla fine di alcuni livelli.
- È il cattivo principale del videogioco LEGO Marvel Super Heroes 2: in questo gioco tutti gli eroi del multiverso Marvel devono impedire a Kang di fondere i mondi e creare Chronopolis.